# Diego de Castilla

Escudo de Diego de Castilla.

Diego de Castilla (c. 1507-7 de noviembre de 1584) fue deán de la catedral de Santa María de Toledo desde 1551 hasta su fallecimiento y también mecenas de arte. Castilla fue uno de los principales opositores del estatuto de limpieza de sangre promovido por el cardenal Juan Martínez Guijarro en Toledo. Su ascendencia de origen judío sería una limitación en su posterior carrera religiosa; sin embargo, a lo largo de su vida se dedicaría a redactar e investigar sus rastros genealógicos demostrando su parentesco directo con Pedro I de Castilla en su libro Historia del Rey don Pedro y su descendencia que es la de Castilla.

## Inicios
Aunque se desconoce con exactitud la fecha de su nacimiento, sus padres fueron Felipe de Castilla y Francisca de la Encina. Estudió derecho civil en la Universidad de Salamanca, recibiendo el título de bachiller en 1528. A partir de esta fecha se trasladaría a la ciudad de Bolonia, para especializarse en derecho canónico. Después de culminar sus estudios académicos en 1536, retornó a España, específicamente a Palencia, donde dio inicio a su carrera religiosa siendo asignado al cargo de archidiácono de la catedral de San Antolín de Palencia. En 1545, tras la muerte de su padre, heredaría la posición de deán de la catedral de Toledo.

## Carrera eclesiástica
Desde 1547, el arzobispo de Toledo aprobó los estatutos de limpieza de sangre, por los cuales se excluía a las personas con indicios de linaje judío ejercer cualquier oficio o labor eclesiástica. Debido a su linaje judío Diego de Castilla fue uno de los más importantes opositores de los estatutos de sangre. También fue albacea del testamento de María de Silva, viuda de Pedro González de Mendoza, contador mayor del rey Carlos I, por el cual se ordenaba la construcción de la iglesia del monasterio cisterciense de Santo Domingo de Silos para su enterramiento. Su hijo, Luis de Castilla, recomendaría a su padre la contratación de El Greco para la realización de los principales retablos del interior de la iglesia. Es así que el 2 de julio de 1577, el Greco recibió el encargo formal para la creación de tres retablos. Se trataba de un total de nueve pinturas en el convento cisterciense de Santo Domingo. Entre las obras que realizó en este encargo constan los retablos laterales: la Adoración de los pastores y la Resurrección. También realizó el retablo mayor con un tema de importancia teológica y conocido como la Asunción de la Virgen. Según Mark Irving, el hecho de haber encargado estas comisiones artísticas es «una declaración pública de que él, uno de los principales personajes en la lucha contra la herejía protestante, respaldaría de manera confiable los argumentos teológicos de la iglesia católica».